# Коксуски район
Коксуски район (на казахски: Көксу ауданы) е съставна част на Жетъсуска област, Казахстан, с обща площ 7093 км2 и население 41 047 души (по приблизителна оценка към 1 януари 2020 г.). Мнозинството от населението са казахи (77,1 %), следвани от руснаците (14,3 %).
Административен център е Балпик-Би.